# Hydriomena beldenae
Hydriomena beldenae là một loài bướm đêm trong họ Geometridae.